# やっshow!まかshow!どっこいshow!どすコイやまがた
「やっshow!まかshow!どっこいshow! どすコイやまがた」（やっショー まかショー どっこいショー どすコイやまがた）は、テレビユー山形（TUY）で2021年4月14日から放送が開始されたローカルバラエティ番組である。
また、2021年3月土曜夕方までに放送されていた「どよまん -DOYOMAN-」の後継番組の一つでもある。

## 概要
毎週山形県内の一つのエリアに焦点をあて、山形の「おもしゃい!」をスクープする正統派のローカル番組。
またTVerにて見逃し配信を放送日から7日間配信している。
U-NEXTでも、勝手にオネーサンの出演回から全話配信している。

## 放送時間
- 水曜 19:00 - 19:54[2]

再放送：土曜 13:00 - 14:00
2022年9月28日放送の回は、2時間スペシャルで放送。

## 出演者
- 佐藤真優（テレビユー山形アナウンサー）
- 藤井響樹（テレビユー山形アナウンサー）
- 勝手にオネーサン（動画クリエイター）

### ゲスト
- ウド鈴木
- あかつ
- ソラシド
- ロケット団
- ミッチーチェン（2022年2月16日の天童場所の回に出演。）
- 中川翔子 （2022年9月28日放送の山形場所の回に出演。）[3]
- スギちゃん （2023年8月9日放送の山形場所の回に出演。）
- 橘芳奈（2024年11月20日放送の南陽場所の回に出演。）

## 過去の出演者
| 期間       | 期間      | MC       | MC       | MC               |
| ---------- | --------- | -------- | -------- | ---------------- |
| 2021.4.14  | 2022.3.16 | 大塩由起 | 大塩由起 | 小山瑶           |
| 2022.4.6   | 2023.9.20 | 大塩由起 | 大塩由起 | 勝手にオネーサン |
| 2023.10.11 | 2025.3.26 | 大塚美咲 | 大塚美咲 | 勝手にオネーサン |
| 2025.4.9   | 現在      | 佐藤真優 | 藤井響樹 | 勝手にオネーサン |

- 小山瑶 元テレビユー山形アナウンサー （2021年4月14日 - 2022年3月16日）
- 大塩由起 元テレビユー山形アナウンサー（2021年4月14日 - 2023年9月20日）[4]